# 蕾切尔·李费佛
蕾切尔·玛丽·李费佛（法語： /ləˈfɛv/ lə-FEV，法語：[ʁaʃɛl maʁi ləfɛvʁ]，1979年2月1日—），加拿大女演员，曾在电影《暮光之城：無懼的愛》及《暮光之城2：新月》中饰演反派女吸血鬼维多利亚。